# Kościół św. Agnieszki i klasztor Karmelitanek Trzewiczkowych we Lwowie
Kościół św. Agnieszki i klasztor Karmelitanek Trzewiczkowych we Lwowie – zabytkowy dawny kościół klasztorny, położony przy ulicy Stefanyka 2 (ukr. вул. Стефаника B., 2) (1827-1946 – ul. Ossolińskich 2).

## Historia
Pierwsze starania o otwarcie placówki dla sióstr karmelitanek trzewiczkowych we Lwowie podjęto w latach 30. XVII wieku z poparciem arcybiskupa Stanisława Grochowskiego. W 1637 magistrat miasta wyraził zgodę, zastrzegając jednocześnie, aby budynki klasztorne powstały z drewna. Dla potrzeb mającego powstać klasztoru nabyto place na Przedmieściu Halickim, pomiędzy Góra Kaleczą a Szemberkowską. Budowę klasztoru umożliwiła fundacja ordynata ostrogskiego i wojewodzica krakowskiego, księcia Aleksandra Janusza Zasławskiego a także, szesnaście lat później, rodziny Macieja Strusia Gołockiego. Kościół wraz z klasztorem został wzniesiony w stanie surowym w latach 1671–1677 a ostateczne wykończenie budowy nastąpiło w 1729 i wtedy też arcybiskup Jan Skarbek konsekrował kościół. Zespół klasztorny ufortyfikowano. W 1735 (lub 11 maja 1732) w zespole wybuchł pożar niszcząc znaczną część budynków co spowodowało konieczność ich odbudowy. Świątynię odbudował i przebudował w stylu rokokowym w latach 1743–1744 Bernard Meretyn.
Kościół św. Agnieszki był jednym z pierwszych w Polsce zbudowanych na planie elipsy. Stanowiła ona jego centralną część i poprzedzona była trzynawowym korpusem i otoczona kaplicami połączonymi w obejście. Ponad budowlą, na sześciu połączonych arkadowo filarach, umieszczono imponującą, monumentalną kopulę. Od strony ul. Kopernika znajdował się portyk kolumnowy. Świątynia była ozdobiona wazonami rokokowymi i parapetami a jej wyposażenie stanowiło 9 ołtarzy.
Można śmiało stwierdzić, że obok katedry św. Jura i kościoła Dominikanów, kościół św. Agnieszki był najładniejszą osiemnastowieczną świątynią we Lwowie.
W 1772, w momencie zajęcia Lwowa przez Austriaków w wyniku pierwszego rozbioru Polski w konwencie żyło 38 zakonnic.
W 1782 wyniku reform józefińskich przeprowadzonych przez cesarza Józefa II władze austriackie zlikwidowały zakon karmelitanek trzewiczkowych.
W 1783 gmachy poklasztorne przejęło seminarium łacińskie „Generalne Studium Duchowne”, które po 10 latach przeniosło się do dawnego klasztoru karmelitanek bosych. Na jego miejsce wprowadziły się instytucje wojskowe, m.in. magazyny wojskowe i piekarnia. Doprowadziło to kompleks kościelno-klasztorny do ruiny a dzieła zniszczenia dopełniły kolejne pożary: w 1804 i 1812.
Zrujnowany zespół klasztorny zakupił w 1817 hrabia Józef Maksymilian Ossoliński, z myślą adaptowania go na bibliotekę założonej przez siebie fundacji. Plany odbudowy sporządził Jerzy Głogowski – budowniczy, malarz i grafik, który do Lwowa przybył z Krakowa.